# Корбу (водопад)
Ко́рбу — водопад на реке Большая Корбу в Турочакском районе Республики Алтай, Россия. Водопад расположен у подножия хребта Корбу, в 100 метрах от берега Телецкого озера. В устьевой части, где уклон реки превышает 200 промилле, Большая Корбу протекает в узкой долине, соответствующей направлению тектонического разлома мередианального простирания. На этом участке находится каскад водопадов, в том числе Корбу. 
Охранялся как памятник природы с 1996 года, позднее включён в состав Алтайского государственного природного биосферного заповедника. 
Название получил от реки Корбу, название которой, в свою очередь, от алтайского «корбо» (хакасское «хорбо») — «кустарник, молодые побеги дерева, растущие от корня».

## Посещение

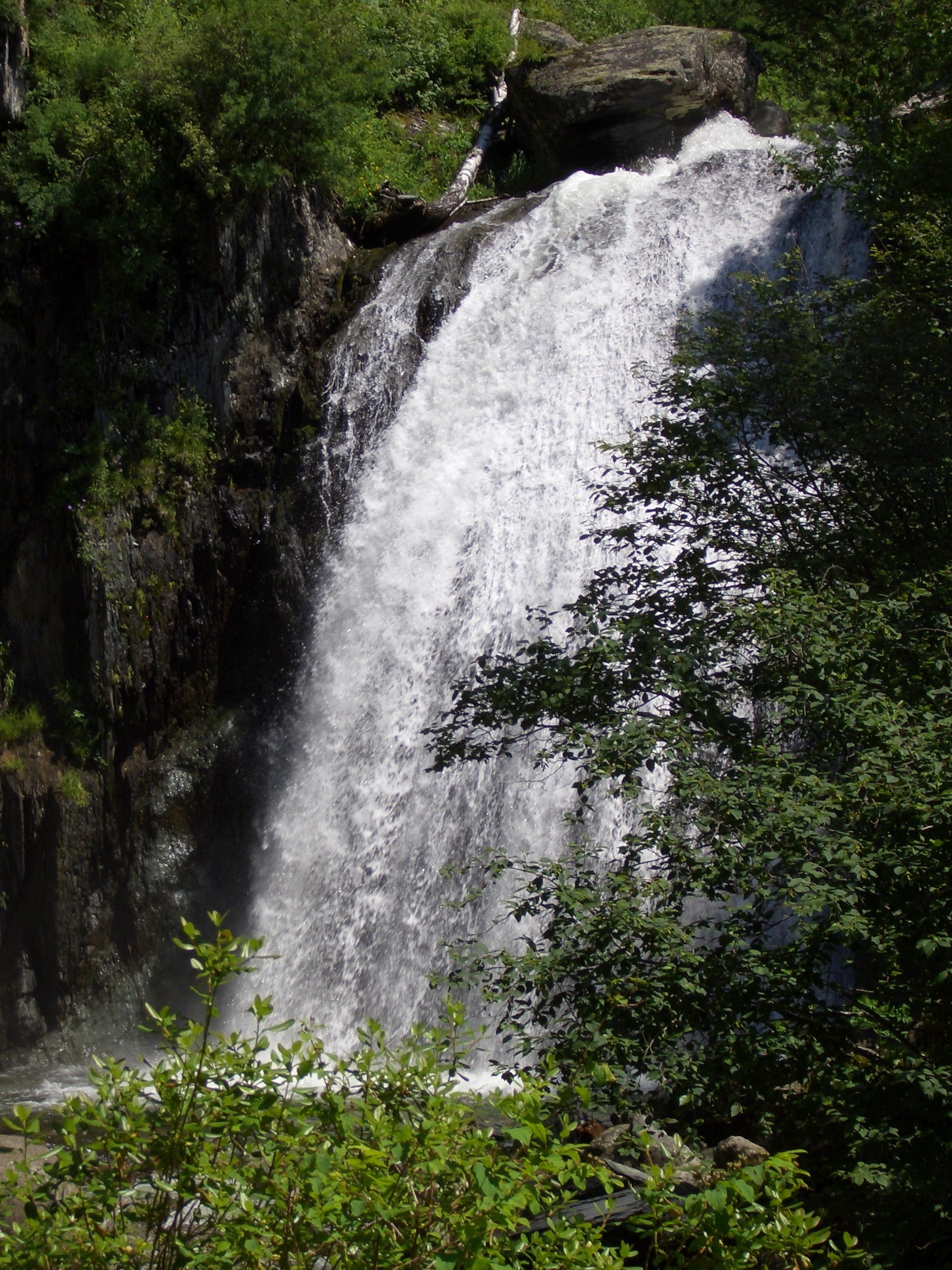

Заповедником организованы экскурсии к водопаду на катере по озеру от посёлка Артыбаш (около 25 км). В 2020 году была проведена реконструкция обзорной площадки, что позволяет наблюдать водопад с расстояния 25 м.
Водопад являлся местом натурных съемок первого советского звукового приключенческого фильма 1935 года «Золотое озеро».